# 2196 Ellicott
2196 Ellicott è un asteroide della fascia principale del diametro medio di circa 59,21 km. Scoperto nel 1965, presenta un'orbita caratterizzata da un semiasse maggiore pari a 3,4343709 au e da un'eccentricità di 0,0565581, inclinata di 10,32235° rispetto all'eclittica.
L'asteroide è dedicato all'astronomo statunitense Andrew Ellicott Douglass.